# Atletismo nos Jogos Pan-Americanos de 2003 - Salto em distância masculino
A prova do salto em distância masculino nos Jogos Pan-Americanos de 2003 foi realizada em 6 de agosto de 2003. Iván Pedroso sagrou-se tricampeão da prova.

## Calendário
| Data        | Fase  |
| ----------- | ----- |
| 6 de agosto | Final |

## Medalhistas
| Ouro   | CUB Iván Pedroso    |
| Prata  | CUB Luis Méliz      |
| Bronze | VEN Víctor Castillo |

## Recordes
Recordes mundial e pan-americano antes da disputa dos Jogos Pan-Americanos de 2003.
| Tipo                             | Atleta      | Tempo  | Local        | Data                 |
| -------------------------------- | ----------- | ------ | ------------ | -------------------- |
|                                  | Mike Powell | 8.95 m | Tóquio       | 30 de agosto de 1991 |
| Recorde dos Jogos Pan-Americanos | Carl Lewis  | 8.75m  | Indianápolis | 16 de agosto de 1987 |

## Resultados
| Posição | Atleta                      | Tentativas | Tentativas | Tentativas | Tentativas | Tentativas | Tentativas | Final     |
| Posição | Atleta                      | 1          | 2          | 3          | 4          | 5          | 6          | Resultado |
| ------- | --------------------------- | ---------- | ---------- | ---------- | ---------- | ---------- | ---------- | --------- |
| 1       | CUB Iván Pedroso            | 8.00       | X          | 8.23       | X          | X          | -          | 8.23 m    |
| 2       | CUB Luis Méliz              | 8.01       | 8.20       | 6.10       | 7.75       | -          | 7.83       | 8.20 m    |
| 3       | VEN Víctor Castillo         | 7.66       | 7.50       | X          | 7.85       | 7.98       | X          | 7.98      |
| 4       | CAY Kareem Streete-Thompson | 7.78       | X          | 7.86       | X          | 7.88       | 7.96       | 7.96 m    |
| 5       | BAH Osbourne Moxey          | 7.58       | 7.86       | 7.80       | 7.80       | 7.85       | 7.93       | 7.93 m    |
| 6       | USA Kevin Dilworth          | 7.76       | 7.67       | 7.70       | X          | 7.86       | 6.15       | 7.86 m    |
| 7       | JAM Aundre Edwards          | X          | X          | 7.76       | X          | X          | -          | 7.76 m    |
| 8       | BAR Kevin Bartlett          | 7.60       | 6.76       | X          | X          | 7.39       | X          | 7.60 m    |
|         |                             |            |            |            |            |            |            |           |
| 9       | USA Melvin Lister           | X          | X          | 7.56       |            |            |            | 7.56 m    |
| 10      | VIN Jean Cummings           | 5.82       | 7.44       | 7.37       |            |            |            | 7.44 m    |
| 11      | DOM José Raúl Mercedes      | 6.89       | 7.11       | 6.65       |            |            |            | 7.11 m    |
| 12      | IVB Keita Cline             | X          | X          | 6.96       |            |            |            | 6.96 m    |
| 13      | ISV Vaughaligan Walwyn      | X          | 6.69       | X          |            |            |            | 6.69 m    |
| 14      | BIZ Orson Elrington         | 3.77       | X          | X          |            |            |            | 3.77 m    |
| —       | TRI Cleavon Dillon          | X          | X          | X          |            |            |            | NM        |